# Karl I. (Burgund-Nevers)

Das Wappen des Vaters Philipp II.

Karl von Burgund oder Karl I. von Nevers aus dem Haus Valois-Burgund (* 1414 in Clamecy; † 25. Mai 1464) war zwischen 1415 und 1464 Graf von Nevers und Rethel. Er war ein Sohn von Philipp II. von Nevers und Bonne d’Artois sowie ein Bruder Johann von Burgunds (25. Oktober 1412–25. September 1491).

## Leben
Von Burgund wurde nach dem Tod seines Vaters in der Schlacht von Azincourt 1415 dessen Nachfolger als Graf von Nevers und Rethel. Zuerst stand er unter der Vormundschaft seiner Mutter, danach übernahm diese sein Stiefvater, der Herzog Philipp der Gute von Burgund, bis er volljährig geworden war. Er schloss sich König Karl VII. an und nahm an dessen Seite an Feldzügen in die Normandie (1449–1450) und Guyenne (1451–1453) gegen die Engländer teil. Er erhielt am 25. November 1450 vom König eine Zahlung von 500 Livres für seine Unterstützung.
Er heiratete am 11. Juni 1456 Marie d’Albret († 1485), die Tochter von Charles II. d’Albret und Anne d’Armagnac. Diese Ehe blieb kinderlos. Er hatte jedoch drei uneheliche Kinder, die er 1463 legitimierte.
- Guillaume mit Miraillet Heliote
- Jean mit Bonne de Seaulieu
- Adrienne von Nevers mit Jolanda von Logon; ⚭ Claude de Rochefort, später ⚭ am 10. Mai 1466 Jacques de Clugny († 1512).[6]

Da Karl keinen Erben hinterließ, folgte ihm als Graf von Nevers und Rethel sein jüngerer Bruder, Johann von Clamency als Johann II., Graf von Nevers und Rethel.